# Upplands runinskrifter 907
Upplands runinskrifter 907 är en vikingatida runsten av delvis rödaktig granit i Bärby, Vänge socken och Uppsala kommun. 
Runstenen är 1,6 meter hög, 1,2 meter bred och 0,35 meter tjock. Stenen flyttades cirka 90 meter söderut efter 1951 års inventering av stenen. Längst ned på stenen finns en så kallad repstav, som på många av traktens runstenar, till exempel U 910.

## Inskriften

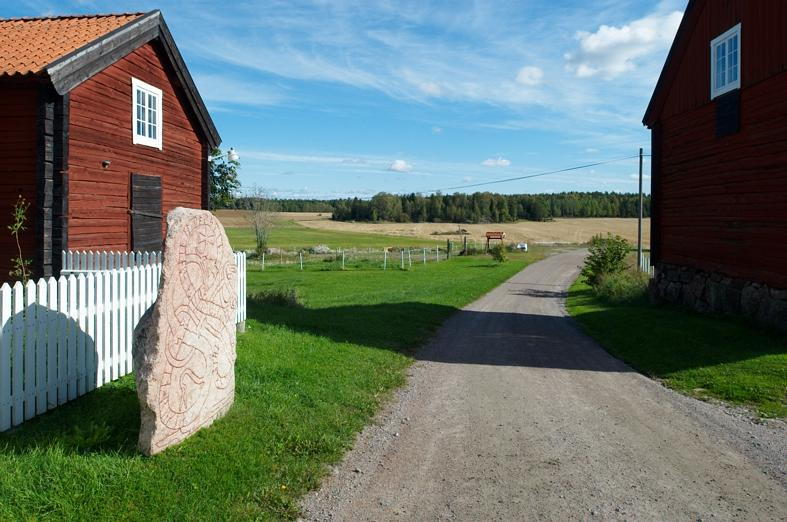
U 907.

Runhöjden är 7-9 cm. Ristningen är ojämnt huggen, delvis djup och delvis ytlig. Den är slarvigt eller oskickligt utförd. Ristningen är i Öpirs stil. Om det är Öpir som är ristaren är det ett av hans sämre verk, men det troliga är att ristningen är utförd av en imitatör.
Translitterering av runraden:
fastbiarn ' uk ' iarl litu ' rita stain ' at ' þorstin ' faþur sin ' rinkia
Normalisering till runsvenska:
Fastbiorn ok Iarl letu retta stæin at Þorstæin, faður sinn, ʀingia.
Översättning till nusvenska:
Fastbjörn och Jarl läto resa stenen efter Torsten ringe (?), sin fader
Betydelsen av ringe är oklar. Möjligen är det ett tillnamn till Torsten.